# Suso Saiz
Jesús Saiz Alcántara, conocido artísticamente como Suso Saiz (Cádiz, 1957) es un músico y productor musical español. Está considerado uno de los pioneros de la música New age en España, y fue uno de los fundadores de la Orquesta de las Nubes en 1980.
Saiz ha pertenecido a bandas como Esclarecidos y Los Piratas, de los cuales también fue productor, y ha producido además trabajos de artistas como Iván Ferreiro, Luz Casal, Christina Rosenvinge, Los Planetas, Tahúres Zurdos, Duncan Dhu, Celtas Cortos y Luis Eduardo Aute, entre otros.
Además ha compuesto bandas sonoras originales de largometrajes, documentales, programas de televisión y cortometrajes. Asimismo, es compositor de música de cámara, y compuso la ambientación musical del pabellón de España en la Expo Zaragoza 2008. También compuso la partitura musical del exitoso programa Al filo de lo imposible, emitido por La 2 desde 1982.
Por su extensa obra, ha recibido nominaciones y premios de la Academia de las Artes y las Ciencias Cinematográficas de España (Premios Goya), Academia Mexicana de Artes y Ciencias Cinematográficas, Asociación de la Industria Fonográfica Norteamericana, Premios de la Música, Premios de la Academia de la Televisión, Premios Zinebi, Premio del Festival Internacional de Cine de Foyle.
En 1998 puso en marcha, junto a Antonio Dyaz, Artificial World, la primera compañía discográfica por Internet en España. 

## Biografía
Nacido en Cádiz de forma circunstancial en 1957, Suso Saiz ha desarrollado en Madrid toda su carrera musical. Sus primeros escarceos musicales se produjeron en su infancia, tocando música folk americana con un banjo, que fue el primer instrumento que aprendió a tocar. Posteriormente evolucionó hacia el jazz, llegando a tocar en clubes de jazz aficionados. Tras finalizar el preuniversitario se matriculó en el Real Conservatorio Superior de Música de Madrid, donde estudió guitarra de 1972 a 1977.
A finales de los años 1970, influenciado por Luis de Pablo, se interesa y experimenta con los sonidos de la escuela electro-acústica, evolucionando hacia las nuevas corrientes New age. Así, en 1980 funda la Orquesta de las Nubes un grupo de música experimental compuesto también por el percusionista Pedro Estevan y la soprano María Villa. También en esta época compone sus primeros discos en solitario.
A principios de los años 1990 comenzó a desarrollar su faceta de productor musical, en una época de gran efervescencia en la escena musical española. Desarrolla también una importante actividad compositora, que comprende desde música de cámara hasta fusiones de partituras de cuerda con música electrónica. Es a finales de esa década cuando comienza su relación con el grupo vigués Los Piratas, a quienes produce en 2003 su último álbum, Relax, integrándose como guitarra en la banda. Precisamente durante la grabación de Relax, recibió una oferta para producir un disco de Julio Iglesias, aunque desechó la posibilidad hasta la finalización del disco de Piratas, lo que según Suso Saiz "no sentó muy bien" al cantante. Tras la disolución del grupo en 2004, continuó colaborando con sus antiguos miembros, produciendo discos en solitario del vocalista Iván Ferreiro y de Fon Román.

## BSO
- El detective y la muerte (1994) de Gonzalo Suárez.
- África (1996) de Alfonso Ungría.
- Katuwira, donde nacen y crecen los sueños (1996) de Íñigo Vallejo-Nágera.
- El milagro de P. Tinto (1998) de Javier Fesser.
- Novios (1998) de Joaquín Oristrell.
- Juego de Luna (2001) de Mónica Laguna.

## Producciones
- Cantantes: Iván Ferreiro, Luz Casal, Fon Román, Txetxo Bengoetxea, Javier Corcobado, Christina Rosenvinge.
- Grupos de pop-rock: Esclarecidos, Los Planetas, Los Piratas, Tahúres Zurdos, Duncan Dhu, Gossos, Soular Tribe, Celtas Cortos, Lliso ).
- Cantautores: Pablo Guerrero, Luis Eduardo Aute, Diego Vasallo, Hilario Camacho, Javier Álvarez.
- Instrumentistas: Javier Paxariño, Joserra Semperena, Ildefonso Aguilar, Joxan Goikoetxea, Jorge Reyes.
- Música electrónica: Justo Bagüeste.
- Folk: Beth, Joxan Goikoetxea y Juan Mari Beltrán.